# Чобанов, Эльмин Исмихан оглы
Эльмин Исмихан оглы Чобанов (азерб. Çobanov Elmin İsmixan oğlu; 13 мая 1992, Баку, Азербайджан) — азербайджанский футболист, амплуа — полузащитник.

## Биография
Эльмин начал заниматься футболом в возрасте 11 лет в детской секции ФК «Машъал» бакинского поселка Забрат, где провел один год. 2007 - 2008 года провел в бакинском детском футбольном клубе «Азери», в юношеских группах 1992-93 годов рождения.

## Клубная карьера

### Чемпионат
Эльмин Чобанов является воспитанником ФК АЗАЛ (Баку), в юношеском составе (до 17 лет) которого начинал свои выступления в 2009 году. Через 6 месяцев перешёл в дубль команды, в котором провел один сезон. Тогда команда выступала под старым названием «Олимпик-Шувалан».
В 2011 году переходит в основной состав «летчиков», выступающих в Премьер-лиге Азербайджана. Выступал в составе бакинцев под №17, как в дублирующем, так и в основном составе.
С лета 2013 года является игроком ПФК «Араз-Нахчыван», выступающего в первом дивизионе чемпионата Азербайджана.

### Кубок
Будучи игроком ФК «Араз-Нахчыван» провел в Кубке Азербайджана 4 игры.
| № | Дата            | Раунд                      | Клуб              | Соперник          | Итог  |
| - | --------------- | -------------------------- | ----------------- | ----------------- | ----- |
| 1 | 30 октября 2013 | Первый раунд               | «Араз-Нахчыван»   | «Ахсу»            | 1 : 0 |
| 2 | 4 декабря 2013  | Второй раунд, 1/8 финала   | «Араз-Нахчыван»   | «Симург»          | 2 : 2 |
| 3 | 12 марта 2014   | 1/4 финала, первая игра    | «Араз-Нахчыван»   | «Хазар-Ленкорань» | 1 : 1 |
| 4 | 19 марта 2014   | 1/4 финала, повторная игра | «Хазар-Ленкорань» | «Араз-Нахчыван»   | 1 : 0 |

## Лига Европы УЕФА
Был в заявке ФК «АЗАЛ» для участия в Лиге Европы УЕФА сезона 2011/2012 годов.

## Сборная Азербайджана

### U-17
В 2008 году призывался на учебно-тренировочные сборы юношеской сборной Азербайджана до 17 лет.